# Scheldeprijs 2019
Lo Scheldeprijs 2019, centocinquesima edizione della corsa, valevole come evento dell'UCI Europe Tour 2019 categoria 1.HC, si svolse il 10 aprile 2019 per un percorso di 202,3 km, con partenza da Borsele, nei Paesi Bassi, ed arrivo a Schoten, in Belgio. La vittoria fu appannaggio dell'olandese Fabio Jakobsen, che completò il percorso in 4h26'45" alla media di 45,503 km/h, precedendo il tedesco Max Walscheid e il britannico Christopher Lawless.
Al traguardo di Schoten furono 112 i ciclisti, dei 143 partiti da Borsele, che portarono a termine la competizione.

## Squadre e corridori partecipanti
| N.      | Cod. | Squadra                    |
| ------- | ---- | -------------------------- |
| 1-7     | DQT  | Deceuninck-Quick-Step      |
| 11-17   | LTS  | Lotto Soudal               |
| 21-27   | BOH  | Bora-Hansgrohe             |
| 31-37   | EF1  | EF Education First         |
| 41-47   | TDD  | Team Dimension Data        |
| 51-57   | TKA  | Team Katusha Alpecin       |
| 61-67   | SKY  | Team Sky                   |
| 71-77   | SUN  | Team Sunweb                |
| 81-87   | TFS  | Trek-Segafredo             |
| 91-96   | UAD  | UAE Team Emirates          |
| 101-107 | COF  | Cofidis, Solutions Crédits |

| N.      | Cod. | Squadra                     |
| ------- | ---- | --------------------------- |
| 111-117 | COC  | Corendon-Circus             |
| 121-127 | TDE  | Direct Énergie              |
| 131-137 | ICA  | Israel Cycling Academy      |
| 141-147 | RIW  | Riwal Readynez Cycling Team |
| 151-156 | ROC  | Roompot-Charles             |
| 161-167 | SVB  | Sport Vlaanderen-Baloise    |
| 171-177 | PCB  | Team Arkéa-Samsic           |
| 181-187 | VCB  | Vital Concept-B&B Hotels    |
| 191-197 | WVA  | Wallonie Bruxelles          |
| 201-207 | WGG  | Wanty-Gobert Cycling Team   |

## Ordine d'arrivo (Top 10)
| Pos. | Corridore           | Squadra       | Tempo    |
| ---- | ------------------- | ------------- | -------- |
| 1    | Fabio Jakobsen      | Deceuninck    | 4h26'45" |
| 2    | Max Walscheid       | Sunweb        | s.t.     |
| 3    | Christopher Lawless | Sky           | s.t.     |
| 4    | Hugo Hofstetter     | Cofidis       | s.t.     |
| 5    | Roy Jans            | Corendon      | s.t.     |
| 6    | Kris Boeckmans      | Vital Concept | s.t.     |
| 7    | Marco Haller        | Katusha       | s.t.     |
| 8    | Emīls Liepiņš       | Wallonie      | s.t.     |
| 9    | Jasper Philipsen    | UAE           | s.t.     |
| 10   | Matteo Moschetti    | Trek          | s.t.     |